# Pink (shelaのシングル)
「pink」（ピンク）は、shelaの通算6作目のシングル。2001年11月28日にavex traxよりリリース。

## 解説
カラー・コンセプト・マキシシングル 第6弾。クリスマスソング2曲を収録。
今回をもってカラー・コンセプトは最後となり、次作よりフラワー・コンセプトに移行した。
「Wish」はスタジオ・アルバムには収録されず、2005年にリリースされたベストアルバム『COLORS -single collection vol.1-』に収録されている。
「クリスマス・イブ」は山下達郎の「クリスマス・イブ」のカバーであり、このシングル以外では「COLORS -single collection vol.1-」のシークレットトラックに収録されている。同曲はフジテレビ「LOVE2001〜冬んぱっ!」テーマソングに起用された。
ピクチャーレーベル仕様。

## 収録曲
1. Wish [5:08]
作詞・作曲・編曲：T2ya
2. クリスマス・イブ [4:52]
作詞・作曲：山下達郎 / 編曲：T2ya
フジテレビ「LOVE2001〜冬んぱっ!」テーマソング
3. Wish (Instrumental) [5:07]
4. クリスマス・イブ (Instrumental) [4:47]